# Казах (Жамбылская область)
Казах (каз. Қазақ) — село в Рыскуловском районе Жамбылской области Казахстана. Входит в состав Каракыстакского сельского округа. Находится примерно в 16 км к востоку от районного центра, села Кулан. Код КАТО — 315035600.

## Население
В 1999 году население села составляло 927 человек (463 мужчины и 464 женщины). По данным переписи 2009 года, в селе проживали 862 человека (443 мужчины и 419 женщин).